# Michael Marmot
Sir Michael Gideon Marmot, né le 26 février 1945 à Londres, est un chercheur en épidémiologie et en santé publique .

## Décorations
- Compagnon d'honneur (2023)[2]